# Canons Park (métro de Londres)
Canons Park est une station de la Jubilee line du métro de Londres, en zone 1. Elle est située sur la Walm Lane, à Willesden, sur le territoire du borough londonien de Brent.